# Borki (Majdan Wielki)
Borki – część wsi Majdan Wielki w Polsce, położona w województwie lubelskim, w powiecie zamojskim, w gminie Krasnobród.
W latach 1975–1998 Borki administracyjnie należały do województwa zamojskiego.
Znajduje się przy drodze powiatowej łączącej Krasnobród z Tomaszowem Lubelskim.
Wierni Kościoła rzymskokatolickiego należą do parafii Nawiedzenia Najświętszej Maryi Panny w Krasnobrodzie.